# Sub Focus
Саб Фокус (англ. Sub Focus; настоящее имя — Ник Доума (англ. Nick Douwma), Гилфорд, Великобритания) — британский drum'n'bass Dj и продюсер. Известен в качестве музыканта с 2003 года.

## История
Ник начал увлекаться музыкой с 13 лет, играя на бас-гитаре и осваивая основы семплирования и продакшна. Позднее его увлечение музыкой продолжилось в колледже, где он начал изучать акустику. 

Профессиональная карьера Sub Focus началась в 2003 году. Его первый демо-CD был записан на лейбле Ram Records, у одного из крупнейших Драм-н-Бейс продюсеров того времени — Andy C.
По заключении договора с Ram Records у Sub Focus вышла первая пластинка: «Down The Drain», ставшая важнейшей вехой на пути становления Ника как музыканта.
Вскоре после этого выходит его сингл X-Ray, занявший первую строчку Британского танцевального чарта и ставший одним из лучших Драм-н-Бейс хитов 2005 года.
С 2007 года продолжается работа над дебютным альбомом вышедшим 12 октября 2009 года. В его создании принимали участие мировые звезды драм-н-бейс сцены.

## Достижения
- В 2005-м его трек «X-Ray / Scarecrow» попал на первую строчку Британского танцевального чарта и попал на 60 место в UK Singles Top 75[4][5].
- Тираж сингла «X-Ray» составил более 15000 копий.
- Сингл Timewarp/Join The Dots оказался на 10 строчке UK Dance Top 15[6].

## Дискография

### Синглы
- «Down The Drain» / «Hot Line» (2003)
- «Acid Test» / «Get On Up» (2004)
- «Ghost» / «Lost Highway» (2004)
- «Soundguy» / «Bluenote» (2004)
- «Frozen Solid» / «Juno» (2005)
- «X-Ray» / «Scarecrow» (2005)
- «Airplane» / «Flamenco» (2006)
- «Special Place» / «Druggy» (2007)
- «Timewarp» / «Join The Dots» (2008)
- «Rock It» / «Follow The Light» (2009)
- «Could this Be Real (Sub Focus Dnb Remix)» (2010)
- «Promises» (feat. Nero) (2011)
- «Flashing Lights» (feat. Chase & Status & Takura) (2011)
- «Falling Down» (feat. Kenzie May)  (2011)
- «Sub Focus – Tidal Wave EP» (2012)
- "BEST of WOFDNB  Russia Saint-Petersburg - Sub Focus MIX (2013)

### Альбомы
«Sub Focus - Sub Focus» (Дата выхода:12 октября 2009 года)
- 1. Let The Story Begin
- 2. World Of Hurt
- 3. Follow The Light
- 4. Last Jungle
- 5. Deep Space
- 6. Rock It
- 7. Move Higher ft. Culture Shock
- 8. Vapourise
- 9. Triple X
- 10. Could This Be Real
- 11. Splash
- 12. Timewarp
- 13. Coming Closer ft. Takura

«Sub Focus (альбом) Future Bass» (Дата выхода: 2010 год)
- 01. Sub Focus — Rock It
- 02. Original Sin feat. Fexie Muiso — Your Love
- 03. Deadmau5 feat. Rob Swire — Ghosts N Stuff (Sub Focus Remix)
- 04. Sub Focus — Could This Be Real (D’N'B Remix)
- 05. Nu:Tone — Hyper Hyper
- 06. Sigma — Front 2 Back
- 07. Nero — Electron
- 08. Sub Focus feat. Culture Shock — Move Higher
- 09. The Juan Maclean — One Day (Surkin Remix)
- 10. Jack Beats — UFO
- 11. Noisia — Alpha Centauri
- 12. Sub Focus — Coming Closer (VIP Mix)
- 13. Redlight — MDMA
- 14. Doctor P — Sweet Shop
- 15. Calvn Harris — You Used To Hold Me (Nero Remix)

«Sub Focus - Torus» (Дата выхода: 2013 год)
1. Torus
2. Safe In Sound
3. Endorphins
4. Out The Blue
5. Twilight Close
6. Turn It Around
7. Out Of Reach
8. Falling Down
9. Turn Back Time
10. You Make It Better
11. Tidal Wave
12. Until The End

## Прочие члены группы
Менеджмент:
- JHO Management

Агенты:
- Obi Asika (Великобритания)
- Kevin Gimble (США)

Веб-мастер:
- Ollie Martin[3]